# CSK VVS Samara
CSK VVS-Samara je košarkaški klub iz ruskog grada Samare.  Nastao je spajanjem dvaju bivših klubova Samare i CSK VVS.

## Uspjesi
FIBA Eurokup Challenge
- Pobjednik: 2007.

Rusko prvenstvo
- Trećeplasirani: 1994., 1995., 1997., 1998.

## Poveznice
- www.bcsamara.ru/